# مدیریت عملیات
مدیریت عملیات (به انگلیسی: Operations management) یا مدیریت عملیاتی، حوزه‌ای از مدیریت در ارتباط با طراحی و مدیریت محصولات، فرایندها، خدمات و زنجیره تأمین است. هدف آن دستیابی، توسعه و استفاده از منابع و مواد اولیه، به منظور دستیابی به کالاها یا خدمات موردنیاز مشتریان یک کسب‌وکار است.
مدیریت عملیات شامل سطوح راهبردی، تاکتیکی و عملیاتی است. سطح استراتژیک شامل تحلیل سامانه‌ها، تعیین اندازه و موقعیت کارخانجات، تصمیم‌گیری ساختار خدمات یا شبکه‌های ارتباط از راه‌دور و طراحی زنجیره تأمین می‌شود.
مسائل تاکتیکی شامل تعیین ساختار و آنالیز بهره‌وری کارخانه، روش‌های مدیریت پروژه، انتخاب تجهیزات و جایگزینی است. مسائل عملیاتی عبارتند از: برنامه‌ریزی و کنترل تولید، مدیریت موجودی، کنترل کیفیت و بازرسی، حمل‌ونقل مواد و سیاست‌های تعمیر و نگهداری تجهیزات.
مدیریت عملیاتی نوعی برنامهٔ تفصیلی و کوتاه مدت است که موجب مراجعه کمتر زیردستان به مدیران جهت کسب تکلیف و همچنین کم کردن مراجعهٔ مدیران به کارکنان جهت نظارت بر عملکرد آنان می‌باشد. مدیران رده عملیاتی بیشتر وقتشان را با زیردستان، مقداری از آن را با همکاران و اندک زمانی را با ما فوقها یا خارج از سازمان می‌گذرانند.